# Sportsklubben Brann 2017
Questa voce raccoglie le informazioni riguardanti lo Sportsklubben Brann nelle competizioni ufficiali della stagione 2017.

## Stagione
A seguito del 2º posto finale della precedente stagione, il Brann avrebbe affrontato il campionato di Eliteserien 2017 e l'Europa League 2017-2018, oltre al Norgesmesterskapet ed al Mesterfinalen. Il 19 dicembre 2016 è stato compilato il calendario del nuovo campionato, che alla 1ª giornata avrebbe visto il Brann far visita al Tromsø, nel weekend dell'1-3 aprile 2016.
Il 16 marzo 2017, Vito Wormgoor è stato nominato capitano della squadra. Il 29 marzo, al Brann Stadion di Bergen, il Rosenborg si è aggiudicato il primo trofeo stagionale con la vittoria del Mesterfinalen, in virtù del successo per 2-0 sul Brann.
Il 7 aprile è stato sorteggiato il primo turno del Norgesmesterskapet 2017: il Brann avrebbe fatto visita all'Austevoll. La squadra ha superato questo ostacolo ed anche Lysekloster e Nest-Sotra nei turni successivi, prima di arrendersi al Mjøndalen.
Il 19 giugno, l'UEFA ha sorteggiato il secondo turno di qualificazione all'Europa League 2017-2018, a cui il Brann avrebbe preso parte: la compagine norvegese avrebbe affrontato la vincente della doppia sfida tra i serbi del Vojvodina e gli slovacchi del Ružomberok. Il Brann è stato contrapposto al Ružomberok, che ha avuto la meglio nel doppio confronto col punteggio complessivo di 2-1.
Il Brann ha chiuso l'annata al 5º posto finale.

## Maglie e sponsor
Lo sponsor tecnico per la stagione 2017 è Nike, mentre lo sponsor ufficiale è Sparebanken Vest.
| Casa | Trasferta |

## Rosa
| N. |                        | Ruolo | Calciatore               |
| -- | ---------------------- | ----- | ------------------------ |
| 1  | Stati Uniti (bandiera) | P     | Alex Horwath             |
| 3  | Paesi Bassi (bandiera) | D     | Vito Wormgoor (capitano) |
| 5  | Norvegia (bandiera)    | D     | Jonas Grønner            |
| 6  | Islanda (bandiera)     | D     | Viðar Ari Jónsson        |
| 7  | Norvegia (bandiera)    | C     | Peter Orry Larsen        |
| 8  | Norvegia (bandiera)    | C     | Fredrik Haugen           |
| 9  | Norvegia (bandiera)    | C     | Kasper Skaanes           |
| 10 | Svezia (bandiera)      | A     | Jakob Orlov              |
| 11 | Norvegia (bandiera)    | A     | Steffen Lie Skålevik     |
| 12 | Norvegia (bandiera)    | P     | Markus Olsen Pettersen   |
| 14 | Paesi Bassi (bandiera) | A     | Ludcinio Marengo         |
| 15 | Costa Rica (bandiera)  | D     | Bismar Acosta            |
| 17 | Fær Øer (bandiera)     | D     | Gilli Rólantsson         |
| 18 | Norvegia (bandiera)    | A     | Azar Karadas             |
| 19 | Costa Rica (bandiera)  | C     | Deyver Vega              |

| N. |                     | Ruolo | Calciatore           |
| -- | ------------------- | ----- | -------------------- |
| 20 | Norvegia (bandiera) | C     | Halldor Stenevik     |
| 21 | Norvegia (bandiera) | D     | Ruben Kristiansen    |
| 22 | Norvegia (bandiera) | A     | Torgeir Børven       |
| 23 | Norvegia (bandiera) | C     | Sivert Heltne Nilsen |
| 24 | Polonia (bandiera)  | P     | Piotr Leciejewski    |
| 25 | Norvegia (bandiera) | A     | Daniel Braaten       |
| 26 | Norvegia (bandiera) | P     | Lars Cramer          |
| 29 | Norvegia (bandiera) | C     | Kristoffer Barmen    |
| 33 | Norvegia (bandiera) | D     | Amin Nouri           |
| 34 | Norvegia (bandiera) | A     | Marius Bildøy        |
| 35 | Norvegia (bandiera) | D     | Viljar Birkeland     |
| 36 | Norvegia (bandiera) | P     | Jo Krumsvik          |
| 37 | Norvegia (bandiera) | D     | Normann Roman        |
| 38 | Norvegia (bandiera) | C     | Andreas Fantoft      |
| 39 | Norvegia (bandiera) | C     | Andreas Mjøs         |

## Calciomercato

### Sessione invernale(dal 01/01 al 31/03)
| Arrivi           | Arrivi                   | Arrivi  | Arrivi        |
| R.               | Nome                     | da      | Modalità      |
| ---------------- | ------------------------ | ------- | ------------- |
| D                | Viðar Ari Jónsson        | Fjölnir | definitivo    |
| D                | Vito Wormgoor            |         | svincolato    |
| C                | Peter Orry Larsen        |         | svincolato    |
| A                | Torgeir Børven           |         | svincolato    |
| Altre operazioni |                          |         |               |
| R.               | Nome                     | da      | Modalità      |
| D                | Dani Hatakka             | Hødd    | fine prestito |
| D                | Fredrik Heggland         | Fana    | fine prestito |
| D                | Fredrik Pallesen Knudsen | Åsane   | fine prestito |

| Partenze         | Partenze                 | Partenze    | Partenze      |
| R.               | Nome                     | a           | Modalità      |
| ---------------- | ------------------------ | ----------- | ------------- |
| D                | Vadim Demidov            |             | svincolato    |
| D                | Dani Hatakka             | SJK         | prestito      |
| D                | Fredrik Heggland         | Åsane       | definitivo    |
| D                | Fredrik Pallesen Knudsen | Haugesund   | definitivo    |
| C                | Remi Johansen            | Sandnes Ulf | definitivo    |
| A                | Erik Huseklepp           |             | svincolato    |
| A                | Oliver Rotihaug          | Florø       | prestito      |
| Altre operazioni |                          |             |               |
| R.               | Nome                     | da          | Modalità      |
| A                | Torgeir Børven           | Twente      | fine prestito |

### Sessione estiva(dal 20/07 al 16/08)
| Arrivi | Arrivi           | Arrivi       | Arrivi     |
| R.     | Nome             | da           | Modalità   |
| ------ | ---------------- | ------------ | ---------- |
| A      | Ludcinio Marengo | ADO Den Haag | definitivo |

| Partenze | Partenze             | Partenze   | Partenze |
| R.       | Nome                 | a          | Modalità |
| -------- | -------------------- | ---------- | -------- |
| C        | Halldor Stenevik     | Nest-Sotra | prestito |
| A        | Steffen Lie Skålevik | Start      | prestito |

### Dopo la sessione estiva
| Arrivi | Arrivi      | Arrivi | Arrivi     |
| R.     | Nome        | da     | Modalità   |
| ------ | ----------- | ------ | ---------- |
| P      | Lars Cramer |        | svincolato |

| Partenze | Partenze | Partenze | Partenze |
| R.       | Nome     | a        | Modalità |
| -------- | -------- | -------- | -------- |

## Risultati

### Mesterfinalen
| Arbitro: | Moen (Haugesund) |

|  |           |                              |
|  | Marcatori | 32’ Jevtović 90’ Reginiussen |

### Eliteserien

#### Girone di andata
| Arbitro: | Døvle (Larvik) |

|              |           |           |
| Wangberg 90’ | Marcatori | 46’ Orlov |

| Arbitro: | Hagen (Grue) |

|                                        |           |  |
| Barmen 9’ Vilsvik 72’ (aut.) Orlov 77’ | Marcatori |  |

| Arbitro: | Moen (Haugesund) |

|                   |           |  |
| Økland 72’ (rig.) | Marcatori |  |

| Arbitro: | Eskås (Oslo) |

|                                   |           |          |
| Børven 18’, 77’ Heltne Nilsen 29’ | Marcatori | 62’ Abdi |

| Arbitro: | Hagen (Grue) |

|  |           |                            |
|  | Marcatori | 53’ Braaten 60’ Rólantsson |

| Arbitro: | Hobber Nilsen (Oslo) |

|            |           |               |
| Haugen 22’ | Marcatori | 90’ Adegbenro |

| Arbitro: | Eskås (Oslo) |

|                          |           |                |
| Helland 8’ Konradsen 90’ | Marcatori | 79’ Rólantsson |

| Arbitro: | Hansen (Feda) |

|                                                   |           |             |
| Kristiansen 39’ Grønner 58’ Orlov 85’ Braaten 87’ | Marcatori | 43’ Brustad |

| Arbitro: | Hagen (Grue) |

|                                                           |           |  |
| Barmen 5’ Haugen 14’ Orlov 40’ Rólantsson 41’ Jónsson 90’ | Marcatori |  |

| Arbitro: | Eskås (Oslo) |

|                          |           |                                       |
| Schulze 10’ Steiring 61’ | Marcatori | 62’ Barmen 82’ Orry Larsen 84’ Haugen |

| Arbitro: | Hobber Nilsen (Oslo) |

|                      |           |           |
| Ramsteijn 34’ (aut.) | Marcatori | 81’ Gyasi |

| Skien 4 giugno 2017, ore 20:00 12ª giornata | Odd           | 0 – 0 referto | Brann | Skagerak Arena (7.828 spett.)\| Arbitro: \| Hansen (Feda) \| |
| Arbitro:                                    | Hansen (Feda) |               |       |                                                              |

| Arbitro: | Moen (Haugesund) |

|                                                         |           |  |
| Braaten 21’ Nouri 39’ Acosta 42’ Ba 65’ (aut.) Vega 88’ | Marcatori |  |

| Arbitro: | Skjerven (Kaupanger) |

|                  |           |              |
| Zachariassen 22’ | Marcatori | 73’ Wormgoor |

| Bergen 2 luglio 2017, ore 20:00 15ª giornata | Brann        | 0 – 0 referto | Vålerenga | Brann Stadion (16.136 spett.)\| Arbitro: \| Hagen (Grue) \| |
| Arbitro:                                     | Hagen (Grue) |               |           |                                                             |

#### Girone di ritorno
| Arbitro: | Hansen (Feda) |

|                                |           |  |
| Hanche-Olsen 2’ Omoijuanfo 60’ | Marcatori |  |

| Arbitro: | Døvle (Larvik) |

|  |           |               |
|  | Marcatori | 90’ Mortensen |

| Arbitro: | Kjensli (Oslo) |

|                                                  |           |                           |
| Papazoglou 36’ (rig.) Abdellaoue 82’ (rig.), 90’ | Marcatori | 10’ Orlov 12’, 69’ Barmen |

| Arbitro: | Moen (Haugesund) |

|                           |           |  |
| Rólantsson 30’ Barmen 58’ | Marcatori |  |

| Arbitro: | Hansen (Feda) |

|                                |           |                                                 |
| Høiland 39’ (rig.) Ryerson 61’ | Marcatori | 28’ Vega 63’ Skaanes 69’ Haugen 90’ Orry Larsen |

| Arbitro: | Hobber Nilsen (Oslo) |

|                    |           |             |
| Vega 9’ Barmen 50’ | Marcatori | 24’ Schulze |

| Arbitro: | Hobber Nilsen (Oslo) |

|  |           |          |
|  | Marcatori | 27’ Vega |

| Arbitro: | Hafsås (Trondheim) |

|                          |           |            |
| Friðjónsson 8’ Ejuke 83’ | Marcatori | 52’ Haugen |

| Arbitro: | Lundby (Bøverbru) |

|  |           |                                       |
|  | Marcatori | 4’, 66’ Stokke 44’, 70’ Øwre Gjertsen |

| Arbitro: | Hobber Nilsen (Oslo) |

|                |           |  |
| Gabrielsen 90’ | Marcatori |  |

| Arbitro: | Hagen (Grue) |

|  |           |                                |
|  | Marcatori | 55’, 59’ Bendtner 90’ Jevtović |

| Arbitro: | Eskås (Oslo) |

|                          |           |                                           |
| Andreassen 17’ Ikedi 44’ | Marcatori | 23’ Barmen 60’ (rig.) Wormgoor 82’ Børven |

| Arbitro: | Saggi (Drammen) |

|                     |           |  |
| Vega 8’ Grønner 83’ | Marcatori |  |

| Arbitro: | Hafsås (Trondheim) |

|                                  |           |          |
| Pedersen 44’ Ulland Andersen 78’ | Marcatori | 81’ Vega |

| Arbitro: | Moen (Haugesund) |

|                            |           |                              |
| Marengo 2’ Orry Larsen 56’ | Marcatori | 45’ Antonsen 76’ Lehne Olsen |

### Norgesmesterskapet
| Arbitro: | Døvle (Larvik) |

|  |           |                                                                                |
|  | Marcatori | 25’, 86’ Lie Skålevik 33’ Karadas 44’ Grønner 76’ Stenevik 85’ Bildøy 86’ Vega |

| Arbitro: | Amland (Bergen) |

|  |           |                              |
|  | Marcatori | 25’ Børven 52’ Heltne Nilsen |

| Arbitro: | Døvle (Larvik) |

|  |           |                |
|  | Marcatori | 66’, 71’ Orlov |

| Arbitro: | Hobber Nilsen (Oslo) |

|             |           |  |
| Gauseth 35’ | Marcatori |  |

### Europa League
| Arbitro: | Clancy |

|  |           |            |
|  | Marcatori | 47’ Acosta |

| Arbitro: | Kuchin |

|  |           |                              |
|  | Marcatori | 64’ Qose 78’ (rig.) Kružliak |

## Statistiche

### Statistiche di squadra
| Competizione       | Punti | In casa | In casa | In casa | In casa | In casa | In casa | In trasferta | In trasferta | In trasferta | In trasferta | In trasferta | In trasferta | Totale | Totale | Totale | Totale | Totale | Totale | DR  |
| Competizione       | Punti | G       | V       | N       | P       | Gf      | Gs      | G            | V            | N            | P            | Gf           | Gs           | G      | V      | N      | P      | Gf     | Gs     | DR  |
| ------------------ | ----- | ------- | ------- | ------- | ------- | ------- | ------- | ------------ | ------------ | ------------ | ------------ | ------------ | ------------ | ------ | ------ | ------ | ------ | ------ | ------ | --- |
| Mesterfinalen      | -     | 0       | 0       | 0       | 0       | 0       | 0       | 1            | 0            | 0            | 1            | 0            | 2            | 1      | 0      | 0      | 1      | 0      | 2      | -2  |
| Eliteserien        | 47    | 15      | 8       | 4       | 3       | 30      | 15      | 15           | 5            | 4            | 6            | 21           | 21           | 30     | 13     | 8      | 9      | 51     | 36     | 15  |
| Norgesmesterskapet | -     | 0       | 0       | 0       | 0       | 0       | 0       | 4            | 3            | 0            | 1            | 11           | 1            | 4      | 3      | 0      | 1      | 11     | 1      | +10 |
| Europa League      | -     | 1       | 0       | 0       | 1       | 0       | 2       | 1            | 1            | 0            | 0            | 1            | 0            | 2      | 1      | 0      | 1      | 1      | 2      | -1  |
| Totale             | -     | 16      | 8       | 4       | 4       | 30      | 17      | 21           | 9            | 4            | 8            | 33           | 24           | 37     | 17     | 8      | 12     | 63     | 41     | +18 |

### Andamento in campionato
| Giornata  | 1 | 2 | 3 | 4 | 5 | 6 | 7 | 8 | 9 | 10 | 11 | 12 | 13 | 14 | 15 | 16 | 17 | 18 | 19 | 20 | 21 | 22 | 23 | 24 | 25 | 26 | 27 | 28 | 29 | 30 |
| --------- | - | - | - | - | - | - | - | - | - | -- | -- | -- | -- | -- | -- | -- | -- | -- | -- | -- | -- | -- | -- | -- | -- | -- | -- | -- | -- | -- |
| Luogo     | T | C | T | C | T | C | T | C | C | T  | C  | T  | C  | T  | C  | T  | C  | T  | C  | T  | C  | T  | T  | C  | T  | C  | T  | C  | T  | C  |
| Risultato | N | V | P | V | V | N | P | V | V | V  | N  | N  | V  | N  | N  | P  | P  | N  | V  | V  | V  | V  | P  | P  | P  | P  | V  | V  | P  | N  |
| Posizione | 8 | 4 | 7 | 5 | 4 | 4 | 5 | 3 | 2 | 2  | 2  | 3  | 1  | 2  | 2  | 2  | 4  | 4  | 3  | 3  | 3  | 2  | 3  | 4  | 4  | 5  | 5  | 5  | 5  | 5  |

Fonte:  Eliteserien 2017, su altomfotball.no, Altomfotball. URL consultato il 23 gennaio 2017 (archiviato dall'url originale il 2 febbraio 2017).
Legenda:

Luogo: C = Casa; T = Trasferta. Risultato: V = Vittoria; N = Pareggio; P = Sconfitta.

### Statistiche dei giocatori
| Giocatore          | Eliteserien | Eliteserien | Eliteserien | Eliteserien | Norgesmesterskapet | Norgesmesterskapet | Norgesmesterskapet | Norgesmesterskapet | Europa League | Europa League | Europa League | Europa League | Mesterfinalen | Mesterfinalen | Mesterfinalen | Mesterfinalen | Totale   | Totale | Totale      | Totale     |
| Giocatore          | Presenze    | Reti        | Ammonizioni | Espulsioni  | Presenze           | Reti               | Ammonizioni        | Espulsioni         | Presenze      | Reti          | Ammonizioni   | Espulsioni    | Presenze      | Reti          | Ammonizioni   | Espulsioni    | Presenze | Reti   | Ammonizioni | Espulsioni |
| ------------------ | ----------- | ----------- | ----------- | ----------- | ------------------ | ------------------ | ------------------ | ------------------ | ------------- | ------------- | ------------- | ------------- | ------------- | ------------- | ------------- | ------------- | -------- | ------ | ----------- | ---------- |
| B. Acosta          | 27          | 1           | 5           | 0           | 3                  | 0                  | 0                  | 0                  | 2             | 1             | 0             | 0             | 1             | 0             | 1             | 0             | 33       | 2      | 6           | 0          |
| K. Barmen          | 24          | 8           | 5           | 0           | 3                  | 0                  | 0                  | 0                  | 2             | 0             | 0             | 0             | 1             | 0             | 0             | 0             | 30       | 8      | 5           | 0          |
| M. Bildøy          | 1           | 0           | 0           | 0           | 2                  | 1                  | 0                  | 0                  | 0             | 0             | 0             | 0             | 0             | 0             | 0             | 0             | 3        | 1      | 0           | 0          |
| V. Birkeland       | 0           | 0           | 0           | 0           | 0                  | 0                  | 0                  | 0                  | 0             | 0             | 0             | 0             | 0             | 0             | 0             | 0             | 0        | 0      | 0           | 0          |
| T. Børven          | 23          | 3           | 1           | 0           | 3                  | 1                  | 0                  | 0                  | 0             | 0             | 0             | 0             | 1             | 0             | 0             | 0             | 27       | 4      | 1           | 0          |
| D. Braaten         | 15          | 3           | 4           | 0           | 1                  | 0                  | 0                  | 0                  | 0             | 0             | 0             | 0             | 1             | 0             | 0             | 0             | 17       | 3      | 4           | 0          |
| L. Cramer          | 0           | -0          | 0           | 0           | -                  | -                  | -                  | -                  | -             | -             | -             | -             | -             | -             | -             | -             | 0        | -0     | 0           | 0          |
| A. Fantoft         | 0           | 0           | 0           | 0           | 0                  | 0                  | 0                  | 0                  | 0             | 0             | 0             | 0             | 0             | 0             | 0             | 0             | 0        | 0      | 0           | 0          |
| J. Grønner         | 10          | 2           | 3           | 0           | 2                  | 1                  | 0                  | 0                  | 0             | 0             | 0             | 0             | 1             | 0             | 0             | 0             | 13       | 3      | 3           | 0          |
| F. Haugen          | 29          | 5           | 2           | 0           | 3                  | 0                  | 1                  | 0                  | 2             | 0             | 2             | 0             | 1             | 0             | 0             | 0             | 35       | 5      | 5           | 0          |
| S. Heltne Nilsen   | 27          | 1           | 5           | 1           | 3                  | 1                  | 0                  | 0                  | 2             | 0             | 0             | 0             | 1             | 0             | 0             | 0             | 33       | 2      | 5           | 1          |
| A. Horwath         | 4           | -6          | 0           | 0           | 4                  | -1                 | 0                  | 0                  | 1             | -2            | 0             | 0             | 0             | -0            | 0             | 0             | 9        | -9     | 0           | 0          |
| V. Jónsson         | 11          | 1           | 0           | 0           | 3                  | 0                  | 2                  | 0                  | 0             | 0             | 0             | 0             | 0             | 0             | 0             | 0             | 14       | 1      | 2           | 0          |
| A. Karadas         | 19          | 0           | 2           | 0           | 3                  | 1                  | 0                  | 0                  | 2             | 0             | 1             | 0             | 1             | 0             | 0             | 0             | 25       | 1      | 3           | 0          |
| R. Kristiansen     | 28          | 1           | 1           | 0           | 2                  | 0                  | 0                  | 0                  | 2             | 0             | 0             | 0             | 1             | 0             | 0             | 0             | 33       | 1      | 1           | 0          |
| J. Krumsvik        | 0           | -0          | 0           | 0           | 0                  | -0                 | 0                  | 0                  | 0             | -0            | 0             | 0             | 0             | -0            | 0             | 0             | 0        | -0     | 0           | 0          |
| P. Leciejewski     | 25          | -28         | 2           | 0           | 0                  | -0                 | 0                  | 0                  | 1             | -0            | 0             | 0             | 1             | -2            | 0             | 0             | 27       | -30    | 2           | 0          |
| S. Lie Skålevik    | 8           | 0           | 0           | 0           | 3                  | 2                  | 0                  | 0                  | 2             | 0             | 0             | 0             | 1             | 0             | 0             | 0             | 14       | 2      | 0           | 0          |
| L. Marengo         | 8           | 1           | 1           | 0           | -                  | -                  | -                  | -                  | -             | -             | -             | -             | -             | -             | -             | -             | 8        | 1      | 1           | 0          |
| A. Mjøs            | 0           | 0           | 0           | 0           | 0                  | 0                  | 0                  | 0                  | 0             | 0             | 0             | 0             | 0             | 0             | 0             | 0             | 0        | 0      | 0           | 0          |
| A. Nouri           | 27          | 1           | 1           | 0           | 3                  | 0                  | 0                  | 0                  | 2             | 0             | 0             | 0             | 1             | 0             | 0             | 0             | 33       | 1      | 1           | 0          |
| M. Olsen Pettersen | 1           | -2          | 0           | 0           | 0                  | -0                 | 0                  | 0                  | 0             | -0            | 0             | 0             | 0             | -0            | 0             | 0             | 1        | -2     | 0           | 0          |
| J. Orlov           | 23          | 5           | 0           | 0           | 3                  | 2                  | 0                  | 0                  | 2             | 0             | 0             | 0             | 1             | 0             | 0             | 0             | 29       | 7      | 0           | 0          |
| P. Orry Larsen     | 18          | 3           | 1           | 0           | 2                  | 0                  | 0                  | 0                  | 2             | 0             | 0             | 0             | 0             | 0             | 0             | 0             | 22       | 3      | 1           | 0          |
| G. Rólantsson      | 25          | 4           | 0           | 0           | 2                  | 0                  | 0                  | 0                  | 2             | 0             | 0             | 0             | 1             | 0             | 0             | 0             | 30       | 4      | 0           | 0          |
| N. Roman           | 0           | 0           | 0           | 0           | 0                  | 0                  | 0                  | 0                  | 0             | 0             | 0             | 0             | 0             | 0             | 0             | 0             | 0        | 0      | 0           | 0          |
| K. Skaanes         | 19          | 1           | 1           | 0           | 4                  | 0                  | 0                  | 0                  | 2             | 0             | 0             | 0             | 0             | 0             | 0             | 0             | 25       | 1      | 1           | 0          |
| H. Stenevik        | 0           | 0           | 0           | 0           | 2                  | 1                  | 0                  | 0                  | 0             | 0             | 0             | 0             | 0             | 0             | 0             | 0             | 2        | 1      | 0           | 0          |
| D. Vega            | 18          | 6           | 3           | 0           | 2                  | 1                  | 0                  | 0                  | 0             | 0             | 0             | 0             | 1             | 0             | 1             | 0             | 21       | 7      | 4           | 0          |
| V. Wormgoor        | 26          | 2           | 3           | 0           | 1                  | 0                  | 0                  | 0                  | 2             | 0             | 0             | 0             | 0             | 0             | 0             | 0             | 29       | 2      | 3           | 0          |